# Lac du Sautet
Pour les articles homonymes, voir Sautet.
Le lac du Sautet est un lac artificiel situé à la limite des départements de l'Isère et des Hautes-Alpes. Il a été créé par l'établissement d'un barrage sur le Drac, en aval de son confluent avec la Souloise.
Le lac se trouve sur le territoire des communes de Corps, Pellafol, Monestier-d'Ambel, Ambel, Beaufin et Aspres-lès-Corps.

## Historique
Jusqu’en 1914, le Drac n’était équipé que dans sa partie basse. De nombreux projets d’aménagements avaient été étudiés pour la partie haute, sans avoir abouti. 
En 1918, la Société des Hauts fourneaux de Chasse veut créer un simple barrage de dérivation de 4 mètres mais l’administration des Ponts et Chaussées le refuse, demandant un projet plus vaste. 
Un ingénieur-conseil, Ernest Dusaugey  découvre qu’une partie méconnue du cours du Drac est particulièrement propice à une implantation de grand barrage : 126 m de haut pour une retenue de 100 millions de mètres cubes alimentant trois centrales pour une production estimée à 400 millions de kWh. Par une convention de 1923, « reconnaissant les avantages considérables présentés par l’utilisation d’une situation naturelle remarquable au point de vue de l’énergie créée comme de la régulation du Drac », l’administration apporte son soutien financier au nouveau projet[réf. souhaitée].
Puis Péchiney reprend l’affaire pour alimenter une usine mais la crise des années 1930 la contraint à renoncer. Péchiney s’associe à un des grands groupes de production-distribution d’électricité, l'Union pour l'industrie et l'électricité, qui va construire une ligne à haute tension vers la région parisienne.

## Le barrage
Le barrage voûte du Sautet a été construit de 1930 à 1935. C'est un ouvrage alors exceptionnel d’un point de vue technique[réf. nécessaire], de type voûte, « placé au cœur des mutations du système énergétique alpin de l’entre-deux-guerres ». Il alimente une usine qui est équipée de six groupes à double turbine Francis pour une puissance totale de 76 MW. 
La voûte de 126 m de hauteur retient, en 2012, 90 millions de m3 d'eau dans un canyon du Drac, profond de 200 m, parfois large de 7 m seulement. La surface du lac est de 350 ha.[réf. nécessaire]

## Pont du Sautet

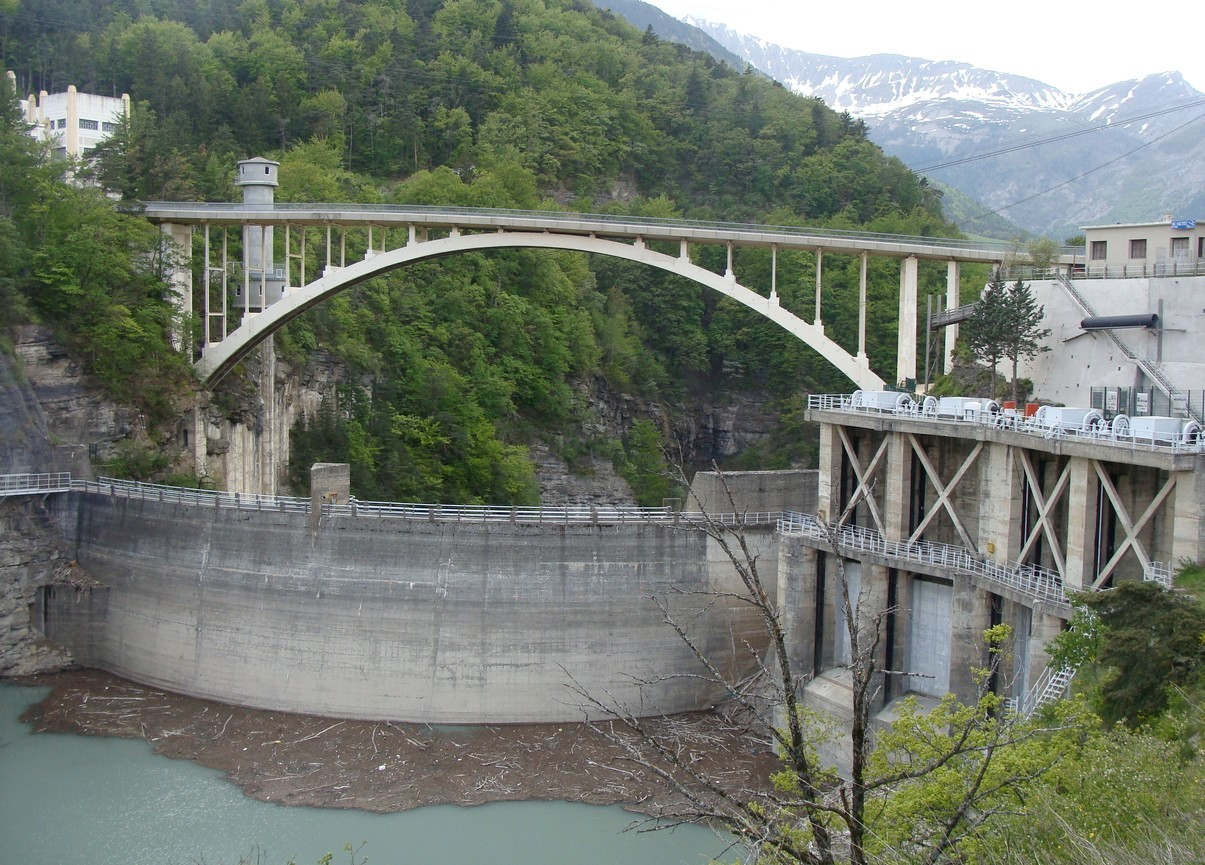
Pont du Sautet à l'aval du barrage.

À l'aval du barrage, pour permettre à la route départementale 537 de franchir les gorges du Drac, se trouve le pont du Sautet. Il a été conçu par l'ingénieur Albert Caquot. C'est un pont en arc une seule arche en béton armé de 85 mètres de portée. La clé de l'arc se trouve à 150 mètres au-dessus du Drac.
L'arc a été construit sur cintre en 1927-1928 par les Entreprises J. Monod. Le cintre a lui aussi été conçu par Albert Caquot. Pour la première fois, le cintre a été conçu en deux moitiés construites chacune verticalement le long des piles de rive et rabattues.